# 线叶白绒草
线叶白绒草（学名：Leucas lavandulifolia）为唇形科绣球防风属下的一个种。